# Endless Story
《Endless Story》，日本美籍女歌手伊藤由奈以「REIRA starring YUNA ITO」名義發行的第1張出道單曲和代表作之一。2005年9月7日發行。

## 概述
- 本人參演的大熱電影《NANA》的插曲之一，其後收錄以「REIRA starring YUNA ITO」名義的單曲「Endless Story」及其首張專輯「HEART」[1]中。
- 此曲乃改編自道恩·湯馬斯（Dawn Thomas）的《If I'm Not in Love》，曾多次被外國歌手凱西·特羅克利（Kathy Troccoli）、喬蒂·華特利（Jody Watley）、「布萊恩·瓊斯城大屠殺」樂團（Brian Jonestown Massacre）、菲絲·希爾（Faith Hill）翻唱。
- 該張單曲發行後，連續6週維持在日本Oricon公信榜前五名，創下了日本史上個人女歌手出道單曲之最高記錄，並同時打破了1989年由宮澤理惠創下的連續5週記錄。之後，她亦創造了出道單曲連續6周進入了公信榜最佳5名的記錄。
- 累積銷量約47萬張，為伊藤由奈本人至今銷量最高的單曲。
- 受惠於單曲大熱，伊藤由奈在該年憑歌曲首次登上第56屆NHK紅白歌合戰，並在同年套得BEST HIT歌謠祭最優秀新人獎、日本有線大獎最優秀新人獎、第47屆日本唱片大獎特別獎。

## 收錄歌曲

### CD
1. Endless Story
2. Journey
3. Endless Story (instrumental)
4. Journey (instrumental)

### 銷售榜
Oricon銷售榜
| 排行榜           | 最高排名            | 總銷量  | 上榜週數 |
| ---------------- | ------------------- | ------- | -------- |
| Oricon每日銷售榜 | 1                   |         | 60 weeks |
| Oricon每週銷售榜 | 2                   | 67,092  | 60 weeks |
| Oricon每月銷售榜 | 2                   |         | 60 weeks |
| Oricon年度銷售榜 | 20 (2005) 85 (2006) | 471,099 | 60 weeks |

## 外部連結
1. ↑  .   [2014-02-05]. （原始内容存档于2014-01-20）.
2. ↑  .   [2014-02-03]. （原始内容存档于2014-03-04）.